# Kodykologia

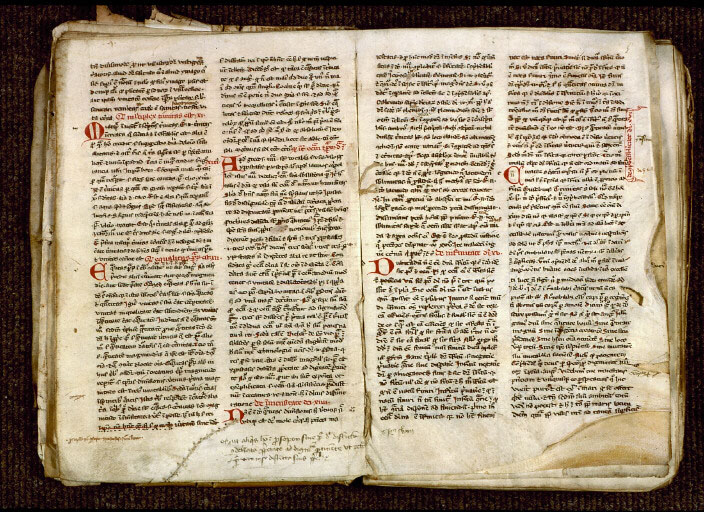
Książka rękopiśmienna z XIII wieku

Kodykologia (od fr. codicologie, a to z łac. codex, dop. codicis – kodeks i gr. logos – słowo) − dyscyplina naukowa zajmująca się badaniem ksiąg rękopiśmiennych powstałych do początku XVI w. (tj. do momentu wyparcia przez książki drukowane).

## Historia
Kodykologia jako dyscyplina jest stosunkowo młoda, pomimo długiej tradycji badania rękopisów. Na przestrzeni dziejów różni badacze tworzyli jej podwaliny.
W XV w. powstały dwa dzieła, wydane pod tym samym tytułem: De laude scriptorium, zawierające pochwałę książki rękopiśmiennej i pracy kopistów. Jedno – autorstwa Jeana Gersona (1363–1429), paryskiego teologa, drugie – opata klasztoru benedyktynów ze Sponheim Johanna Trithemiusa (1462–1516).
XVI i XVII w. to czas sporów, toczących się między filologami i teologami, które przyczyniły się do rozwoju metod krytycznego opracowania rękopisów. W XVII w. powstały dwa ugrupowania: bollandystów i maurynów. Pierwsi gromadzili rękopisy i odpisy zabytków hagiograficznych, określali ich pochodzenie oraz czas powstania. Drudzy prowadzili prace badawcze i studia historyczne. Jean Mabillon (1632–1707),  przedstawiciel maurynów, stworzył podstawy analizy krytycznej wytworów rękopiśmiennych.
W XIX w. pogłębiano i rozszerzano problemy badawcze kodykologii. W 1821 roku w Paryżu powołana została École des Chartes, która w znacznym stopniu przyczyniła się do rozwoju badań nad rękopisami. Podejmowano w niej również studia z zakresu paleografii i nauki o dokumencie. Jednym z badaczy w tamtym okresie był Francuz Leopold Delisle (1826–1910). 
W 1819 roku w Niemczech Heinrich Friedrich Karl von Stein powołał towarzystwo – Gesellschaft für ältere deutsche Geschichtskunde – skupiające grupę historyków-wydawców. Publikowało ono średniowieczne źródła historyczne w serii Monumenta Germaniae Historica, a w wydawanych tekstach źródłowych czy specjalistycznym periodyku ogłaszało studia o kodeksach średniowiecznych. Osiągnięcia członków towarzystwa stały się wzorem dla badaczy w innych krajach.

## Definicja i zakres badań
Kodykologia zajmuje się wyłącznie kodeksami literackimi w szerokim tego słowa znaczeniu (nie obejmuje np. ksiąg sądowych). Przedmiotem jej badań są: materiał, forma i treść rękopisu, a także sposób jego powstania (warsztat pracy, budowa kodeksu oraz jego zdobienia).
We współczesnych studiach nad książką rękopiśmienną wyróżniane są trzy etapy i zakresy badań kodykologii:
1. Książka rękopiśmienna jako wytwór kultury
Kodeks jest badany i traktowany jak obiekt materialny – jego właściwości wyznaczone są przez: materiał pisarski, techniki tworzenia książki rękopiśmiennej, zapis graficzny – pismo, zdobnictwo, oprawę kodeksu. Badanie książki rękopiśmiennej pod tym kątem pozwala dostrzec i zrozumieć procesy oraz przemiany, które zachodziły w kulturze wieków średnich.
2. Losy książki rękopiśmiennej
Analizuje się zawartość kodeksu, określa jego przeznaczenie, funkcje i sposoby użytkowania, ustala się okoliczności powstania, identyfikuje twórców (kopistów, iluminatorów, introligatorów), fundatorów i pierwszych właścicieli.
3. Książka rękopiśmienna w zbiorach
Bada się i opisuje daną grupę rękopisów, które mogą pochodzić z tego samego warsztatu pisarskiego (skryptorium), księgozbioru lub biblioteki. Celem tych badań jest rekonstrukcja określonego księgozbioru, który został rozproszony lub uległ zniszczeniu.
Kodykologia jest działem rękopisoznawstwa (czasem bywa z nim w szerszym znaczeniu utożsamiana). Nie obejmuje jednak paleografii, którą traktuje się jako odrębną dyscyplinę naukową.